# Thuvakudi
Thuvakudi là một thị xã panchayat của quận Tiruchirappalli thuộc bang Tamil Nadu, Ấn Độ.

## Nhân khẩu
Theo điều tra dân số năm 2001 của Ấn Độ, Thuvakudi có dân số 21.460 người. Phái nam chiếm 51% tổng số dân và phái nữ chiếm 49%. Thuvakudi có tỷ lệ 73% biết đọc biết viết, cao hơn tỷ lệ trung bình toàn quốc là 59,5%: tỷ lệ cho phái nam là 77%, và tỷ lệ cho phái nữ là 69%. Tại Thuvakudi, 12% dân số nhỏ hơn 6 tuổi.